# El16
El16 är ett ellok som ursprungligen beställdes av Norges Statsbaner, NSB.

## Beskrivning
Loket är en variant av det i Sverige vanliga Rc4-loket, som utrustades med bland annat starkare motorer och en annan front, främst för att klara den krävande linjen mellan Oslo och Bergen (den spetsiga fronten får snö att inte fastna så lätt).

## Trafik
Loken trafikerade i första hand sträckorna Oslo - Bergen, Oslo - Trondheim samt Oslo - Göteborg.

## Historik
EL16 levererades under åren 1977–1984 i 17 exemplar av ASEA med norska Strömmen, NOHAB, HamJern och Ameco som underleverantörer. Loken numrerades 2201–2217.

När NSB år 2002 delades upp överfördes 11 av loken (nr 2204, 2206, 2207 samt 2210–2217) till CargoNet. De övriga sex loken (nr 2201–2203, 2205, 2208 och 2209) såldes år 2003 till svenska Tågkompaniet som i sin tur sålde fyra av dem till TGOJ. Loken såldes dock tillbaka till CargoNet år 2007.